# Caradrina xiphophora
Caradrina xiphophora är en fjärilsart som beskrevs av Charles Boursin 1968. Caradrina xiphophora ingår i släktet Caradrina och familjen nattflyn. Inga underarter finns listade i Catalogue of Life.